# Derek Whyte
Derek Whyte (Glasgow, 1968. augusztus 31. –) skót válogatott labdarúgó. Pályafutása során skót és angol klubokban fordult meg.
A Skót labdarúgó-válogatott tagjaként részt vett az 1992-es labdarúgó-Európa-bajnokságon, az 1996-os labdarúgó-Európa-bajnokságon és az 1998-as labdarúgó-világbajnokságon.

## Sikerei, díjai
- Celtic FC
  - Skót bajnok: 1985-86, 1987-88
  - Skót kupa: 1987-88, 1988-89